# Mesochorus alberstonae
Mesochorus alberstonae is een vliesvleugelig insect (orde Hymenoptera) uit de familie van de gewone sluipwespen (Ichneumonidae). De wetenschappelijke naam van de soort werd in 2016 door Rebecca Kittel gepubliceerd als nomen novum voor Mesochorus altissimus Dasch, 1974. Die naam was al in gebruik als Mesochorus altissimus Constantineanu & Mustata, 1969. De naam gedenkt Mary Albertson (1838–1914), een Amerikaans botanica and sterrenkundige.
In 2018 publiceerden Rodrigo Araujo, Felipe Vivallo en Bernardo Santos, kennelijk onbekend met Kittels artikel, nogmaals een nomen novum, Mesochorus altus, nom. superfl.